# 约翰·范布洛姆
约翰·范布洛姆（英語：John Van Blom，1947年12月1日—），美国男子赛艇运动员。他曾代表美国参加世界赛艇锦标赛，获得一枚铜牌。他也曾参加1968年、1972年和1976年夏季奥运会。